# Microsyssitria
Microsyssitria is een geslacht van kreeftachtigen uit de klasse van de Ostracoda (mosselkreeftjes).

## Soorten
- Microsyssitria indica Hart, Nair & Hart, 1967
- Microsyssitria nhlabane Hart & Clark, 1984